# Oranjerie van het kasteel van Versailles

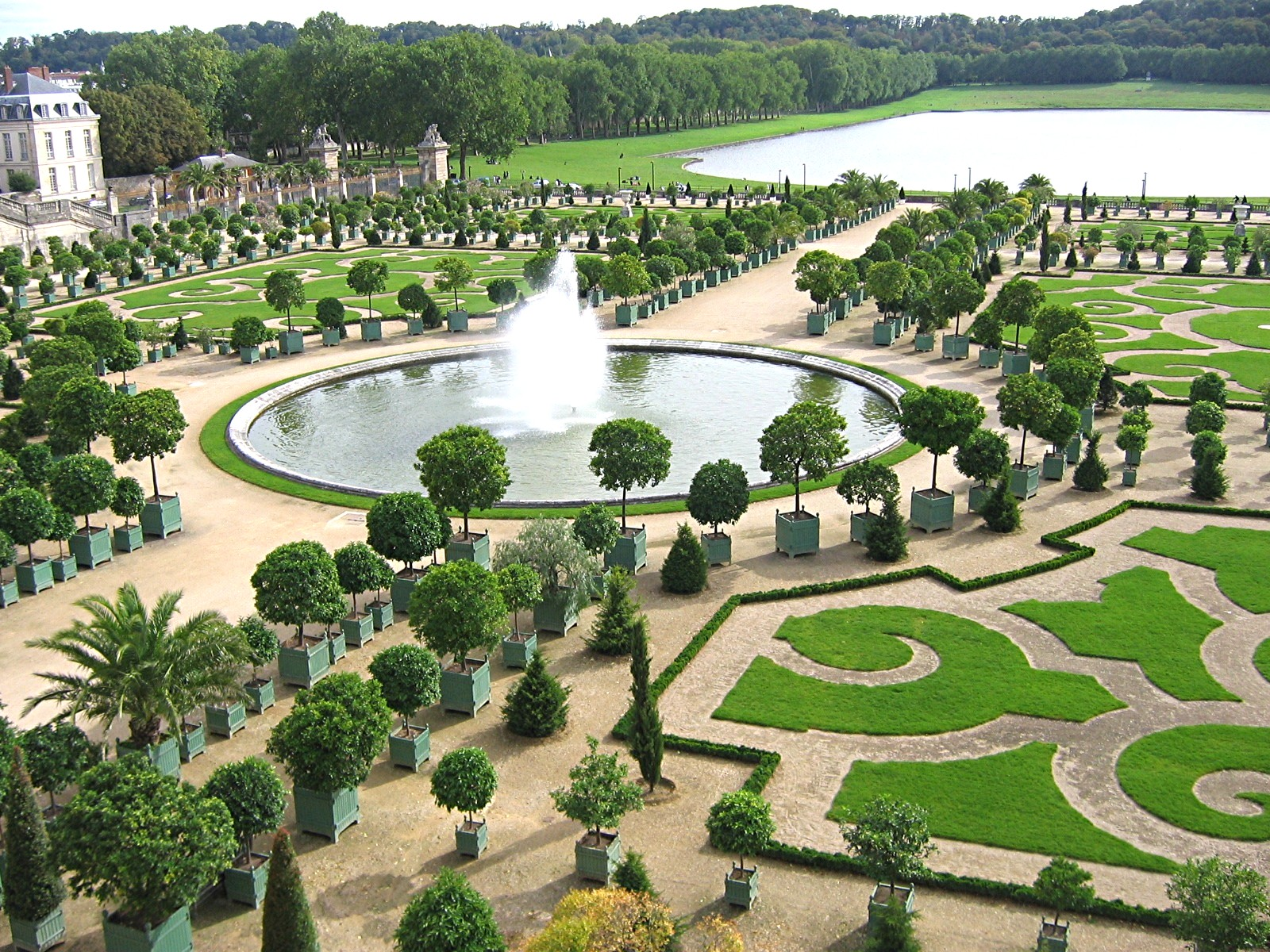
De Oranjerie (kasteel van Versailles); op de achtergrond het Meer van de Zwitsers

De Oranjerie van het kasteel van Versailles is een grote oranjerie achter in de Franse tuin van het kasteel bij Versailles direct ten zuiden van Parijs in Frankrijk.
Het is een van de grootste oranjerieën met zeer vele en bijzondere kuipplanten. In de zomer worden circa 1200 palmen, granaatbomen en sinaasappelbomen in de Oranjerie neergezet.
De Oranjerie heeft een groot gebouw, ontworpen door Jules Hardouin-Mansart in 1686 en staat op de plaats van de Oranjerie van Louis Le Vau.
Het bestaat uit drie galerijen, waarvan de middelste 155 meter lang, 13 meter breed en 13 meter hoog is. De zijgalerijen zijn circa 115 meter lang.
In het midden staat een standbeeld van Lodewijk XIV gemaakt door Desjardins.
In het gebouw is een constante, gematigde temperatuur. In de winter is die niet lager dan 6 °C zodat de planten kunnen overwinteren.
In de tijd van de ancien régime stonden er in de Oranjerie 2000 sinaasappelbomen, 1000 oleanders en granaatbomen. De palmen kwamen pas in de 19e eeuw.